# SS Juve Stabia
SS Juve Stabia (wł. Società Sportiva Juve Stabia) – włoski klub piłkarski, mający siedzibę w mieście Castellammare di Stabia, na południu kraju, grający od sezonu 2024/25 w rozgrywkach Serie B. Patronackim klubem Juve Stabia jest Juventus FC.

## Historia
Chronologia nazw:
- 1907: Stabia Sporting Club
- 1930: Football Club Stabiese
- 1933: klub rozwiązano
- 1933: Associazione Calcio Stabia
- 1953: klub rozwiązano
- 1953: Società Sportiva Juventus Stabia
- 1996: Associazione Calcio Juve Stabia
- 2001: klub rozwiązano
- 2002: Associazione Calcio Comprensorio Stabia – po wykupieniu tytułu sportowego od AC Comprensorio Nola 1925
- 2003: Società Sportiva Juve Stabia

Klub sportowy Stabia S.C. został założony w miejscowości Castellammare di Stabia w 1907 roku. Początkowo zespół rozgrywał mecze towarzyskie. W 1916 dołączył do Komitetu Regionalnego w Kampanii F.I.G.C. W sezonie 1916/17 zespół startował w mistrzostwach Terza Categoria Campania (D3), ale został wyeliminowany w półfinale mistrzostw Kampanii.
Po wznowieniu rozgrywek w sezonie 1919/20 zespół został zakwalifikowany do mistrzostw Promozione Campania (D2). Po zajęciu drugiego miejsca w grupie B regionu zdobył awans do najwyższej klasy. najwyższej klasy mistrzostw. 24 lipca 1921 roku, podczas zgromadzenia na którym przedstawiono Projekt Pozzo, plan reformy mistrzostw, który przewidywał zmniejszenie mistrzostw Pierwszej Dywizji Północnej do zaledwie 24 uczestników w porównaniu z 64 uczestnikami mistrzostw sezonu 1920/21, 24 największe włoskie kluby odłączyli się od FIGC, tworząc federację (CCI) i mistrzostwo (Prima Divisione, znane również jako Torneo delle 24). Klub zdecydował się przejść do CCI, zajmując w sezonie 1921/22 szóste miejsce w mistrzostwach Prima Divisione  Campana. Przed rozpoczęciem sezonu 1922/23 ze względu na kompromis Colombo dotyczący restrukturyzacji mistrzostw, klub został zakwalifikowany do rozgrywek pierwszej dywizji. Po zakończeniu sezonu 1923/24, w którym zajął przedostatnią piątą pozycję w mistrzostwach Prima Divisione Campana, klub zrezygnował z występów w pierwszej dywizji i startował w Seconda Divisione Campana (D2). W następnym sezonie 1924/25 zwyciężył w mistrzostwach Seconda Divisione Campana i wrócił do Prima Divisione Campana. Sezon 1925/26 zakończył na czwartej pozycji w Prima Divisione Campana i spadł z powrotem do drugiej dywizji. 
Po reorganizacji systemu ligi w 1926 i wprowadzeniu najwyższej klasy, zwanej Divisione Nazionale, poziom Seconda Divisione został obniżony do trzeciego stopnia. W sezonie 1926/27 zajął czwarte miejsce w grupie C Seconda Divisione Sud (D3). W sezonie 1927/28 został sklasyfikowany na drugiej pozycji w grupie C. Sezon 1928/29 zakończył na czwartym miejscu w grupie D Campionato Meridionale (D3). W sezonie 1929/30 po podziale najwyższej dywizji na Serie A i Serie B poziom Prima Divisione został zdegradowany do trzeciego stopnia, w mistrzostwach której uplasował się na 13.miejscu w grupie D Prima Divisione. Jednak z powodu kłopotów finansowych klub dobrowolnie zdegradowany do Seconda Divisione. W 1930 klub zmienił nazwę na FC Stabiese i sezonie 1930/31 zajął 7.pozycję w Seconda Divisione Campania. W następnym sezonie 1931/32 ponownie zgłosił się do rozgrywek Prima Divisione, zajmując 15.miejsce w grupie F. Sezon 1932/33 awansował na 10.pozycję w grupie H Prima Divisione.
W 1933 klub zrezygnował z występów ligowych z powodu bankructwa i został rozwiązany. W międzyczasie powstało AC Stabia, które startowało w mistrzostwach Terza Divisione Campania (D5). W 1934 awansował do Seconda Divisione Campania, a w 1935 do Prima Divisione, ale wskutek wprowadzenia Serie C poziom Prima Divisione został obniżony do czwartego stopnia. W 1937 zespół zdobył promocję do Serie C, w której grał do 1943 roku, ale potem z powodu rozpoczęcia działań wojennych II wojny światowej mistrzostwa zostały zawieszone.
Po zakończeniu II wojny światowej, drużyna wznowiła działalność i została zakwalifikowana do rozgrywek Serie C, zajmując w sezonie 1945/46 8.miejsce w grupie D Serie C Centro-Sud. W 1951 roku klub awansował do Serie B. Ale nie utrzymał się na drugim poziomie i po roku spadł z powrotem do Serie C. Po zakończeniu sezonu 1952/53, w którym zajął 16. miejsce w Serie C i został zdegradowany, klub 1 września 1953 nie uregulował dług w wysokości 28 milionów lirów i 23 grudnia ogłosił upadłość.
Następnie, klub SS Juventus Stabia, który był już zrzeszony w Lega Regionale Campana od 1945 roku i w sezonie 1952/53 występował w mistrzostwach Promozione Campania-Molise (D5), zajmując 10. miejsce w grupie B, stał się głównym klubem w mieście, dziedzicząc sportowe tradycje zbankrutowanego klubu Stabiese. W sezonie 1953/54 zespół zajął 6.pozycję w grupie B Promozione Campania-Molise, a w 1955 zwyciężył w grupie B i otrzymał promocję do IV Serie, która w 1957 roku zmieniła nazwę na Seconda Categoria Interregionale. W 1958 zespół został zdegradowany do Campionato Dilettanti Campania, a w 1959 awansował do Serie D. W sezonie 1971/72 zwyciężył w grupie G Serie D i został promowany do Serie C. W 1974 spadł z powrotem do Serie D. Przed rozpoczęciem sezonu 1978/79 Serie C została podzielona na dwie dywizje: Serie C1 i Serie C2. Po reorganizacji klub został zakwalifikowany do rozgrywek Serie C2. W 1981 został zdegradowany do Campionato Interregionale (D5). Po czterech latach, w 1985 wrócił do Serie C2. W 1989 spadł na dwa lata do Campionato Interregionale. W 1993 awansował do Serie C1. W 1996 klub zmienił nazwę na AC Juve Stabia. Sezon 2000/01 zakończył na 11.miejscu w grupie C Serie C2, ale po zakończeniu sezonu klub zbankrutował z powodu zadłużenia.
Po roku przerwy, w 2002 roku klub reaktywowano jako AC Comprensorio Stabia po wykupieniu tytułu sportowego od AC Comprensorio Nola 1925. W sezonie 2002/03 zespół startował w Serie D, w którym grał poprzednik. W 2003 roku klub przyjął historyczną nazwę SS Juventus Stabia. W 2004 roku zespół otrzymał promocję do Serie C2, a w 2005 do Serie C1. W 2008 liga zmieniła nazwę na Lega Pro Prima Divisione, a zespół spadł w sezonie 2008/09 do Lega Pro Seconda Divisione. Po roku wrócił do Lega Pro Prima Divisione. W 2011 klub awansował do Serie B, występując na drugim poziomie przez trzy sezony. Przed rozpoczęciem sezonu 2014/15 wprowadzono reformę systemy lig, wskutek czego trzeci poziom stał się nazywać Lega Pro. W 2017 liga wróciła do nazwy Serie C. W sezonie 2018/19 zespół zwyciężył w grupie C Serie C i awansował do Serie B. Jednak w następnym sezonie zajął przedostatnie 19.miejsce w drugiej lidze i spadł z powrotem do Serie C.

## Barwy klubowe, strój
|  |  |

Klub ma barwy żółto-niebieskie. Zawodnicy domowe spotkania zazwyczaj grają w pasiastych pionowo żółto-niebieskich koszulkach, niebieskich spodenkach oraz niebieskich getrach.

## Sukcesy

### Trofea międzynarodowe
Nie uczestniczył w rozgrywkach europejskich (stan na 31-05-2020).

### Trofea krajowe
| \| \| Zdobyte trofea w rozgrywkach Włoch (stan na: 31-08-2020) \| |                                                          |      |                                      |
| Rozgrywki                                                         | Osiągnięcie                                              | Razy | Sezon(y)                             |
| · Mistrzostwo                                                     | I miejsce                                                | 0    |                                      |
| · Mistrzostwo                                                     | II miejsce                                               | 0    |                                      |
| · Mistrzostwo                                                     | III miejsce                                              | 1    | 1922/23 (Campana)                    |
| · Puchar                                                          | zdobywca                                                 | 0    |                                      |
| · Puchar                                                          | finalista                                                | 0    |                                      |
| · Puchar                                                          | 1/16 finału                                              | 1    | 2012/13                              |
| II liga                                                           | I miejsce                                                | 2    | 1920/21 (Campana), 1924/25 (Campana) |
| II liga                                                           | II miejsce                                               | 1    | 1919/20 (B Campana)                  |
| II liga                                                           | III miejsce                                              | 0    |                                      |
| Włochy                                                            | Zdobyte trofea w rozgrywkach Włoch (stan na: 31-08-2020) |      |                                      |

- Seconda Divisione/Serie C/Serie C1 (D3):
  - mistrz (3x): 1947/48 (Sud A), 1950/51 (D), 2018/19 (C)
  - wicemistrz (1x): 1927/28 (Sud C)
  - 3.miejsce (1x): 1998/99 (B)

## Poszczególne sezony

### Rozgrywki międzynarodowe

#### Europejskie puchary
Nie uczestniczył w rozgrywkach europejskich.

### Rozgrywki krajowe
| \| Włochy \| Bilans występów klubu w rozgrywkach piłkarskich Włoch (Stan na 31 sierpnia 2020 r.) \| \| | |        |       |   |   |   |    |    |     | |        |        |      |
| Poziom                                                                                                 | Rozgrywki | Sezony | Mecze | Z | R | P | B+ | B– | Pkt | Lata | Awanse | Spadki | Naj. |
| I | Prima Divisione Campana                                                                                                 | 4      |       |   |   |   |    |    |     | 1921–1924, 1925/26 | 0      | 2      | 3    |
| II | Promozione Campana, Seconda Divisione, Campionato Meridionale, Serie B                                                  | 9      |       |   |   |   |    |    |     | 1919–1921, 1924/25, 1928/29, 1951/52, 2011–2014, 2019/20                                                                      | 2      | 4      | 1    |
| III | Seconda Divisione Sud, Prima Divisione, Serie C, Serie C1, Lega Pro                                                     | 37     |       |   |   |   |    |    |     | 1926–1928, 1929/30, 1931–1933, 1937–1943, 1945–1951, 1952/53, 1972–1974, 1993–2000, 2005–2009, 2010/11, 2014–2019, od 2020/21 | 1      | 1      | 1    |
| IV | Seconda Divisione Campana, Prima Divisione Campana, Promozione, IV Serie, Serie D, Serie C2, Lega Pro Seconda Divisione | 35     |       |   |   |   |    |    |     | 1930/31, 1934–1937, 1955–1957, 1959–1972, 1974–1981, 1985–1989, 1991–1993, 2000/01, 2004/05, 2009/10                          | 0      | 4      | 8    |
| V | Terza Divisione Campania, Promozione Campania-Molise, Campionato Interregionale, Serie D                                | 13     |       |   |   |   |    |    |     | 1933/34, 1953–1955, 1957/58, 1958–1963, 1964/65, 1981–1985, 1989–1991, 2002–2004, 2004–2007, od 2019/20                       | 2      | 7      | 1    |
| | Puchar Włoch | 17     |       |   |   |   |    |    |     | 1937–2020 | 0      | 0      | 1/16 |
| Włochy                                                                                                 | Bilans występów klubu w rozgrywkach piłkarskich Włoch (Stan na 31 sierpnia 2020 r.)                                     |        |       |   |   |   |    |    |     | |        |        |      |

## Struktura klubu

### Stadion
Klub piłkarski rozgrywa swoje mecze domowe na Stadio Romeo Menti w Castellammare di Stabia o pojemności 7652 widzów.

### Derby
- Nocerina 1910
- Sorrento 1945